# Carlo Dalgas
 Carlo Eduardo Johan Dalgas (født 9. november 1821 i Napoli, død 2. januar 1851 i Mølskov ved Slesvig by) var en dansk dyremaler. Carlo Dalgas var bror til Enrico Dalgas.
Begge kunstnerens forældre, Jean Antoine Dalgas (født 1788 død 1835), købmand og dansk konsul i Livorno og Johanne Thomine født de Stibolt (født 1792 død 1871), var dansk fødte, men levede i Italien, hvor sønnen blev født i Napoli.
Han blev opdraget i København og besøgte Kunstakademiet fra 1837. Efter at have udstillet 1843 vandt han 1847 den Neuhausenske pengepræmie for Parti af et dyrskue, solgte 1848 En Faareflok til Den Kongelige Malerisamling og havde fået akademiets rejseunderstøttelse, da Krigen 1848 kaldte ham under fanen som frivillig.
Han deltog i alle tre felttog og var som premierløjtnant med i krigens sidste slag ved Mølskov, hvor han blev hårdt såret 31. december 1850 og udåndede 2. januar 1851.
Dalgas ville være dyremaler og havde allerede gjort alvorlige studier dels i Den Kongelige Malerisamling, hvor han påvirkedes af de hollandske dyremalere, dels i naturen i samkvem med unge, fremadstræbende kammerater, så at han stod som et lovende talent, da krigen standsede hans virksomhed. I Kobberstiksamlingen bevares en del af hans tegninger.

## Galeri
- Carlo Dalgas, Får på en høj ved Skarritsø, 1845, Den Hirschsprungske Samling
- Dalgas gravsten på Mikkelkirkegården i Slesvig